# August Thorssell
August Fredrik Thorssell, född den 18 januari 1857 i Stockholm, död där den 31 augusti 1925, var en svensk militär.
Thorssell blev underlöjtnant vid fortifikationen 1876, löjtnant där 1881, kapten där 1894 och major där 1904. Han var chef för Göta ingenjörkår 1904–1910 och för Svea ingenjörkår 1910–1915. Thorssell befordrades till överstelöjtnant i fortifikationen 1908 och till överste i fortifikationen 1911. Han övergick till reserven 1915. Thorssell blev riddare av Svärdsorden 1897 och av Carl XIII:s orden 1915.